# Gran Premio di Gran Bretagna 2018
Il Gran Premio di Gran Bretagna 2018 è stata la decima prova della stagione 2018 del campionato mondiale di Formula 1. La gara si è disputata domenica 8 luglio 2018 sul circuito di Silverstone ed è stata vinta dal tedesco Sebastian Vettel su Ferrari, al cinquantunesimo successo nel mondiale. Vettel ha preceduto sul traguardo il britannico Lewis Hamilton su Mercedes e il suo compagno di squadra, il finlandese Kimi Räikkönen.

## Vigilia

### Aspetti tecnici
La Pirelli, fornitrice unica degli pneumatici, porta per questa gara gomme di mescola hard, medium e soft. La casa italiana porta, per la prima volta in stagione, la mescola hard, e ripropone, per la terza volta, dopo i gran premi di Spagna e Francia, pneumatici con il battistrada ribassato di 0,4 millimetri.
La FIA indica tre zone dove i piloti possono utilizzare il DRS: la prima sul Wellington Straight, con detection point fissato 25 metri prima della curva 3 (Village); la seconda zona è posta sull'Hangar Straight, e punto per le determinazione del distacco fra piloti stabilito alla curva 11 (Maggots); la terza zona è posta sul rettilineo principale, con detection point fissato prima della curva 16. Questa scelta è stata oggetto di dibattito, in quanto consente ai piloti di tenere aperto il meccanismo nelle prime due curve, cosa che però potrebbe non portare reali vantaggi, in termini di velocità, in quanto il minor carico aerodinamico con cui si affronta la prima curva potrebbe rendere difficile la percorrenza della seconda curva.
Dopo il problema alla pompa della benzina che ha costretto al ritiro Lewis Hamilton, nella precedente gara, la Mercedes sostituisce tale componente sulle proprie vetture e anche su quelle dei team clienti della power unit. La scuderia tedesca sostituisce il motore sulla vettura di Valtteri Bottas. Oltre a questo componente, sono stati cambiati anche MGU-H, MGU-K e turbo, ma solo in via precauzionale.

### Aspetti sportivi
Per la prima volta il campionato mondiale di Formula 1 disputa tre gare in tre weekend consecutivi, con la gara britannica che segue il Gran Premio di Francia e quello d'Austria.
Il pilota danese Tom Kristensen è nominato commissario aggiunto da parte della FIA; ha già svolto tale funzione anche in passato, l'ultima al Gran Premio d'Azerbaigian.
La McLaren sostituisce il suo direttore sportivo: Gil de Ferran prende il posto di Éric Boullier, mentre Andrea Stella diventa responsabile delle prestazioni e delle operazioni in pista.

## Prove

### Resoconto
Il più veloce della prima sessione è Lewis Hamilton, che precede il compagno di scuderia, Valtteri Bottas. Il britannico ha ottenuto un tempo ad appena otto decimi dal record del tracciato. Sebastian Vettel, terzo, è staccato di mezzo secondo dal tempo del campione del mondo. I primi tre sono gli unici con un tempo inferiore al minuto e ventotto secondi. Sulla vettura di Hamilton è stato montato un doppio specchietto retrovisore, su richiesta della FIA, per cercare soluzioni alla perdita di visibilità dovuta all'introduzione dell'Halo.
Romain Grosjean, che comunque ha concluso con il settimo tempo, è uscito di pista, alla curva 2, dopo che aveva tentato di percorrere le prime due curve con il Drag Reduction System aperto, cosa concessa dalla FIA, ma che aveva già sollevato dei dubbi in merito alla sicurezza. Kimi Räikkönen è stato autore di un testacoda, dopo essere salito su un cordolo. Un problema al cambio ha invece limitato la sessione per Max Verstappen, che ha perso gli ultimi venti minuti.
Vettel ribalta la classifica e si pone al comando della classifica, nella seconda sessione di prove del venerdì. A causa del caldo, con 52 °C sull'asfalto, il tedesco non è però riuscito a battere il tempo che Hamilton aveva ottenuto al mattino. Alle spalle di Vettel si sono comunque confermate le due Mercedes, che hanno preceduto Kimi Räikkönen. Verstappen è stato autore di una rovinosa uscita di pista, alla curva 7, dopo avere perso il controllo della sua Red Bull Racing; ciò non ha permesso all'olandese di ottenere nessun tempo valido per la classifica. Anche Grosjean, dopo l'incidente della mattina, non ha potuto prendere parte alla sessione pomeridiana. Una sospensione ha danneggiato la scocca, che ha dovuto così essere sostituita. Sulla Toro Rosso di Pierre Gasly, invece, si è verificata la rottura della power unit.
Al sabato Lewis Hamilton si riporta al comando della lista dei tempi. Il campione del mondo ha preceduto, di meno di un decimo, Kimi Räikkönen. Sono risultati più staccati Valtteri Bottas e Sebastian Vettel; quest'ultimo è stato limitato, nella parte finale della sessione, da dei dolori al collo, dovendo così abortire il tentativo più veloce. Dopo le due Red Bull, al settimo posto, si è classificato Charles Leclerc su Sauber.
Brendon Hartley è stato protagonista di un incidente dovuto alla rottura della sospensione anteriore sinistra: ciò ha reso inguidabile la sua Toro Rosso, che è andata a sbattere contro le barriere alla curva Brooklands. Il pilota neozelandese, pur incolume, è stato portato al centro medico del circuito. A seguito dell'incidente la scuderia ha fermato anche l'altro pilota, per rinforzare il pezzo che si era rotto.

### Risultati
Nella prima sessione del venerdì si è avuta questa situazione:
| Pos | Nº | Pilota           | Costruttore | Tempo    | Gap    | Giri |
| --- | -- | ---------------- | ----------- | -------- | ------ | ---- |
| 1   | 44 | Lewis Hamilton   | Mercedes    | 1'27"487 |        | 24   |
| 2   | 77 | Valtteri Bottas  | Mercedes    | 1'27"854 | +0"367 | 27   |
| 3   | 5  | Sebastian Vettel | Ferrari     | 1'27"998 | +0"511 | 22   |

Nella seconda sessione del venerdì si è avuta questa situazione:
| Pos | Nº | Pilota           | Costruttore | Tempo    | Gap    | Giri |
| --- | -- | ---------------- | ----------- | -------- | ------ | ---- |
| 1   | 5  | Sebastian Vettel | Ferrari     | 1'27"552 |        | 36   |
| 2   | 44 | Lewis Hamilton   | Mercedes    | 1'27"739 | +0"187 | 32   |
| 3   | 77 | Valtteri Bottas  | Mercedes    | 1'27"909 | +0"357 | 30   |

Nella sessione del sabato mattina si è avuta questa situazione:
| Pos | Nº | Pilota          | Costruttore | Tempo    | Gap    | Giri |
| --- | -- | --------------- | ----------- | -------- | ------ | ---- |
| 1   | 44 | Lewis Hamilton  | Mercedes    | 1'26"722 |        | 14   |
| 2   | 7  | Kimi Räikkönen  | Ferrari     | 1'26"815 | +0"093 | 13   |
| 3   | 77 | Valtteri Bottas | Mercedes    | 1'27"364 | +0"642 | 16   |

## Qualifiche

### Resoconto
Brendon Hartley, dopo l'incidente del mattino, non prende parte alle qualifiche, per l'impossibilità della scuderia di riparare in tempo i danni subiti dalla monoposto. Nella prima fase, dopo pochi minuti, Lance Stroll commette un errore e termina in una via di fuga di sabbia. Le sue qualifiche terminano senza aver fatto segnare tempi validi. La sessione viene interrotta per qualche minuto. Poco dopo un errore dell'altro pilota della Williams, Sergej Sirotkin, porta nuovamente all'esposizione della bandiere gialle.
Dopo che la graduatoria era guidata da Charles Leclerc e Kimi Räikkönen, si pone al comando Sebastian Vettel, che batte il record del tracciato. Dietro al tedesco si pongono le due Mercedes e Max Verstappen. Al termine della sessione sono eliminati Carlos Sainz Jr., Stoffel Vandoorne e Sirotkin, oltre a Stroll e Hartley, che sono senza tempo.
La Q2 vede subito Bottas battere il record sul giro, prima di essere battuto, a sua volta, da Vettel e Hamilton. Le due Ferrari e le due Mercedes sono molto vicine, con le due Red Bull più lontane. Sebastian Vettel decide di non proseguire in Q2, per il riacutizzarsi dei dolori al collo, patiti già al mattino. Al termine della seconda fase vengono eliminati Nico Hülkenberg, Sergio Pérez, Fernando Alonso, Pierre Gasly e Marcus Ericsson.
Lewis Hamilton prende la testa della classifica in Q3, battuto però da Vettel. La lotta è serrata, con Räikkönen che segna il tempo migliore, subito limato di 3 decimi abbondanti da Hamilton. Poco dopo è l'altro finlandese Valtteri Bottas si issa al secondo posto. Poco dopo grazie al record nel primo e nel secondo settore Sebastian Vettel si mette in testa per soli 57 millesimi. Sono più distanti le due Red Bull, con Daniel Ricciardo che sconta un problema al DRS. Con il secondo tentativo Lewis Hamilton riprende il comando della graduatoria per 44 millesimi. Bottas non riesce a migliorarsi così come Vettel nonostante un ottimo terzo settore. L’ultimo a chiudere il secondo tentativo è Raikkonen che nonostante il record nel primo e nel terzo settore perde molto nel secondo e si piazza in terza posizione a soli 98 millesimi da Hamilton.
Per Hamilton è la settantaseiesima pole position nel mondiale di Formula 1, la sesta sul tracciato di Silverstone.

### Risultati
Nella sessione di qualifica si è avuta questa situazione:
| Pos                         | Nº | Pilota            | Costruttore               | Q1          | Q2       | Q3       | Griglia |
| --------------------------- | -- | ----------------- | ------------------------- | ----------- | -------- | -------- | ------- |
| 1                           | 44 | Lewis Hamilton    | Mercedes                  | 1'26"818    | 1'26"256 | 1'25"892 | 1       |
| 2                           | 5  | Sebastian Vettel  | Ferrari                   | 1'26"585    | 1'26"372 | 1'25"936 | 2       |
| 3                           | 7  | Kimi Räikkönen    | Ferrari                   | 1'27"549    | 1'26"483 | 1'25"990 | 3       |
| 4                           | 77 | Valtteri Bottas   | Mercedes                  | 1'27"025    | 1'26"413 | 1'26"217 | 4       |
| 5                           | 33 | Max Verstappen    | Red Bull Racing-TAG Heuer | 1'27"309    | 1'27"013 | 1'26"602 | 5       |
| 6                           | 3  | Daniel Ricciardo  | Red Bull Racing-TAG Heuer | 1'27"979    | 1'27"369 | 1'27"099 | 6       |
| 7                           | 20 | Kevin Magnussen   | Haas-Ferrari              | 1'28"143    | 1'27"730 | 1'27"244 | 7       |
| 8                           | 8  | Romain Grosjean   | Haas-Ferrari              | 1'28"086    | 1'27"522 | 1'27"455 | 8       |
| 9                           | 16 | Charles Leclerc   | Sauber-Ferrari            | 1'27"962    | 1'27"790 | 1'27"879 | 9       |
| 10                          | 31 | Esteban Ocon      | Force India-Mercedes      | 1'28"279    | 1'27"843 | 1'28"194 | 10      |
| 11                          | 27 | Nico Hülkenberg   | Renault                   | 1'28"017    | 1'27"901 | N.D.     | 11      |
| 12                          | 11 | Sergio Pérez      | Force India-Mercedes      | 1'28"210    | 1'27"928 | N.D.     | 12      |
| 13                          | 14 | Fernando Alonso   | McLaren-Renault           | 1'28"187    | 1'28"139 | N.D.     | 13      |
| 14                          | 10 | Pierre Gasly      | Scuderia Toro Rosso-Honda | 1'28"399    | 1'28"343 | N.D.     | 14      |
| 15                          | 9  | Marcus Ericsson   | Sauber-Ferrari            | 1'28"249    | 1'28"391 | N.D.     | 15      |
| 16                          | 55 | Carlos Sainz Jr.  | Renault                   | 1'28"456    | N.D.     | N.D.     | 16      |
| 17                          | 2  | Stoffel Vandoorne | McLaren-Renault           | 1'29"096    | N.D.     | N.D.     | 17      |
| 18                          | 35 | Sergej Sirotkin   | Williams-Mercedes         | 1'29"252    | N.D.     | N.D.     | PL      |
| Tempo limite 107%: 1'32"645 |    |                   |                           |             |          |          |         |
| NQ                          | 18 | Lance Stroll      | Williams-Mercedes         | senza tempo | N.D.     | N.D.     | PL      |
| NQ                          | 28 | Brendon Hartley   | Scuderia Toro Rosso-Honda | senza tempo | N.D.     | N.D.     | PL      |

In grassetto sono indicate le migliori prestazioni in Q1, Q2 e Q3.

## Gara

### Resoconto

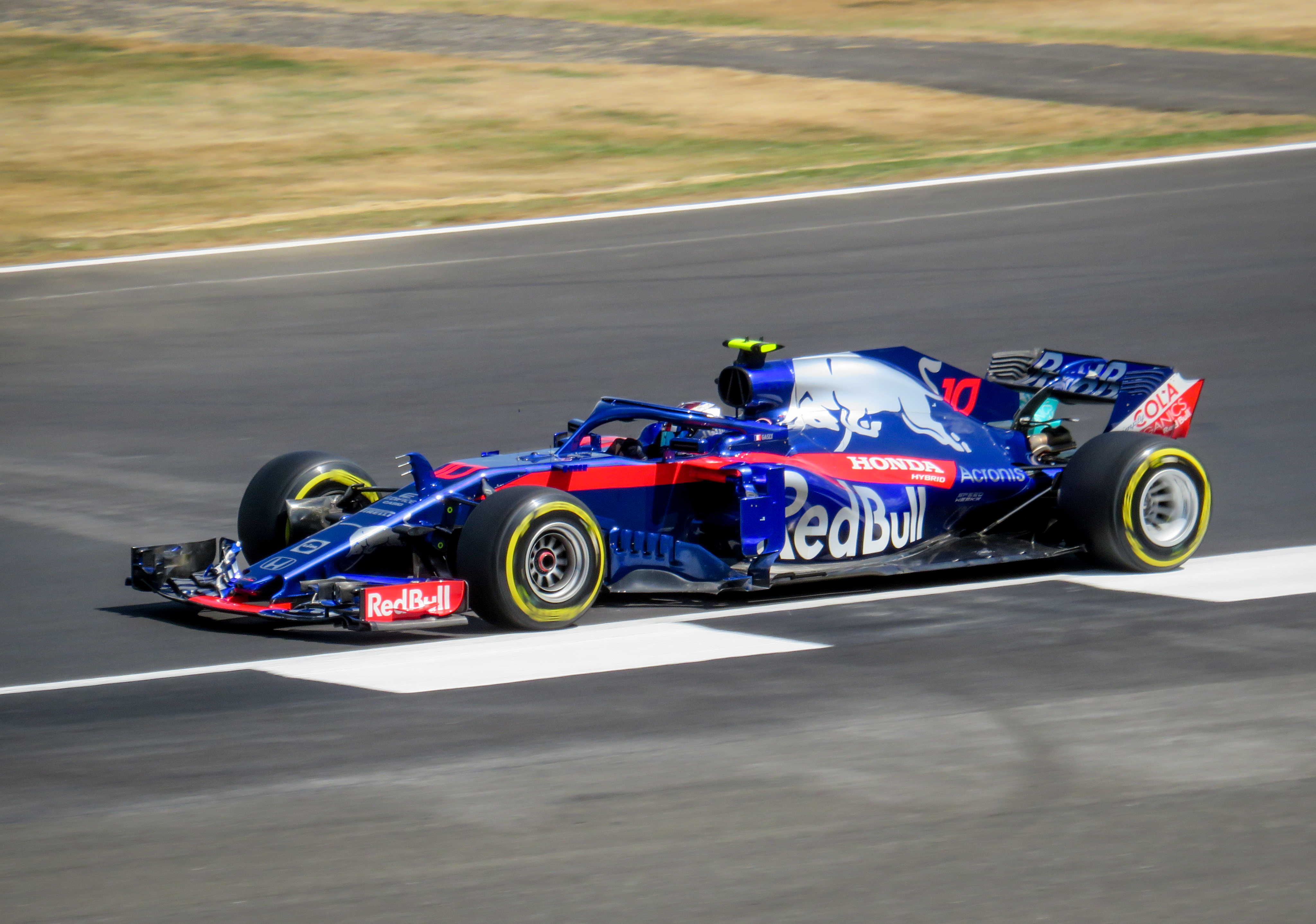
Pierre Gasly durante il Gran Premio

Al via Lewis Hamilton scatta male dalla prima casella dello schieramento, venendo superato sia da Sebastian Vettel che dal compagno di scuderia, Valtteri Bottas; in staccata, alla curva 3, l'inglese entra in collisione con Kimi Räikkönen, finendo in testacoda, nelle retrovie, mentre la manovra del finlandese della Ferrari viene sanzionata con 10 secondi di penalità, da scontare al primo pit stop. Al via anche Sergio Pérez è coinvolto in un testacoda, che lo porta verso la corsia di entrata in pista dai box, proprio mentre le due Williams, entrambe partite dai box, stavano per rientrare sul tracciato. La collisione è evitata per poco.
Al termine del primo giro quindi Vettel guida la gara, riuscendo rapidamente ad allungare sui diretti inseguitori Bottas, Max Verstappen, Räikkönen e Daniel Ricciardo, con il campione del mondo in carica costretto a una furiosa rimonta che lo porta dal 17º al 6º posto in 10 giri, ma distaccato, di oltre 27 secondi, dal leader.
Al tredicesimo giro si ferma Räikkönen per la sua prima sosta e sconta la penalità; il finnico rientra in pista decimo, ma guadagna subito posizioni, con diversi sorpassi e, con gomme fresche medie, riesce a guadagnare anche sui piloti della Red Bull che, per evitare di essere superati, si fermano entrambi ai giri 17 e 18, riuscendo a evitare l'undercut. Nella stessa tornata anche Charles Leclerc, fino a quel momento il lotta per la settima posizione con la Renault di Nico Hülkenberg, torna ai box per il cambio gomme, ma è costretto immediatamente al ritiro a causa del fissaggio errato di una delle ruote posteriori.
Al giro 20 effettua la sua sosta anche Vettel, che monta le gomme medie, seguito un giro dopo da Bottas e cinque giri dopo da Hamilton, che si era issato fino alla terza posizione. La classifica vede sempre al comando Vettel, davanti a Bottas e le due Red Bull. Al trentesimo giro c'è il secondo cambio gomme per Ricciardo, che torna in gara sesto, alle spalle di Räikkönen e Hamilton.
La gara si svolge sul filo dei decimi, fino a quando al trentaduesimo giro Marcus Ericsson sbatte violentemente alla curva Abbey, provocando l'uscita della Safety Car. I piloti della Ferrari e Verstappen decidono quindi di rientrare ai box per montare un set nuovo di gomme soft, e così Bottas guadagna la testa della corsa ai danni di Vettel, mentre Hamilton si colloca virtualmente sul gradino più basso del podio.
Rientrata la vettura di sicurezza, la gara riprende nella sua valenza agonistica per soli due giri, in quanto si rende necessaria una sua nuova uscita a causa della collisione tra Romain Grosjean e Carlos Sainz Jr., alla curva Copse. Rimosse le vetture incidentate, e rientrata la Safety Car, Vettel si mette subito all'inseguimento di Bottas, braccato a sua volta da Hamilton, mentre Kimi Räikkönen riesce, dopo un bel duello, a sopravanzare Verstappen che sarà poi costretto al ritiro per problemi ai freni posteriori. Vettel, al quarantacinquesimo passaggio, riesce a rimettersi in testa, con una bella manovra in staccata alla curva Brooklands, con Bottas che deve poi arrendersi anche al compagno di squadra e al connazionale della Ferrari, Räikkönen.
La gara termina quindi con Vettel che vince il suo cinquantunesimo gran premio, eguagliando il numero di vittorie ottenute in carriera da Alain Prost, davanti al pilota di casa Hamilton e al compagno di squadra Räikkönen.

### Risultati
I risultati del Gran Premio sono i seguenti:
| Pos | Nº | Pilota            | Costruttore               | Giri | Tempo/Ritiro                | Griglia | Punti |
| --- | -- | ----------------- | ------------------------- | ---- | --------------------------- | ------- | ----- |
| 1   | 5  | Sebastian Vettel  | Ferrari                   | 52   | 1h27'29"784                 | 2       | 25    |
| 2   | 44 | Lewis Hamilton    | Mercedes                  | 52   | +2"264                      | 1       | 18    |
| 3   | 7  | Kimi Räikkönen    | Ferrari                   | 52   | +3"652                      | 3       | 15    |
| 4   | 77 | Valtteri Bottas   | Mercedes                  | 52   | +8"883                      | 4       | 12    |
| 5   | 3  | Daniel Ricciardo  | Red Bull Racing-TAG Heuer | 52   | +9"500                      | 6       | 10    |
| 6   | 27 | Nico Hülkenberg   | Renault                   | 52   | +28"220                     | 11      | 8     |
| 7   | 31 | Esteban Ocon      | Force India-Mercedes      | 52   | +29"930                     | 10      | 6     |
| 8   | 14 | Fernando Alonso   | McLaren-Renault           | 52   | +31"115                     | 13      | 4     |
| 9   | 20 | Kevin Magnussen   | Haas-Ferrari              | 52   | +33"188                     | 7       | 2     |
| 10  | 11 | Sergio Pérez      | Force India-Mercedes      | 52   | +34"708                     | 12      | 1     |
| 11  | 2  | Stoffel Vandoorne | McLaren-Renault           | 52   | +35"774                     | 17      |       |
| 12  | 18 | Lance Stroll      | Williams-Mercedes         | 52   | +38"106                     | PL      |       |
| 13  | 10 | Pierre Gasly      | Scuderia Toro Rosso-Honda | 52   | +39"129                     | 14      |       |
| 14  | 35 | Sergej Sirotkin   | Williams-Mercedes         | 52   | +48"113                     | PL      |       |
| 15  | 33 | Max Verstappen    | Red Bull Racing-TAG Heuer | 46   | Cambio                      | 5       |       |
| Rit | 8  | Romain Grosjean   | Haas-Ferrari              | 37   | Collisione con C. Sainz Jr. | 8       |       |
| Rit | 55 | Carlos Sainz Jr.  | Renault                   | 37   | Collisione con R. Grosjean  | 16      |       |
| Rit | 9  | Marcus Ericsson   | Sauber-Ferrari            | 31   | Incidente                   | 15      |       |
| Rit | 16 | Charles Leclerc   | Sauber-Ferrari            | 18   | Ruota                       | 9       |       |
| Rit | 28 | Brendon Hartley   | Scuderia Toro Rosso-Honda | 1    | Motore                      | PL      |       |

## Classifiche mondiali

### Piloti
| Pos | Pilota            | Punti |
| --- | ----------------- | ----- |
| 1   | Sebastian Vettel  | 171   |
| 2   | Lewis Hamilton    | 163   |
| 3   | Kimi Räikkönen    | 116   |
| 4   | Daniel Ricciardo  | 106   |
| 5   | Valtteri Bottas   | 104   |
| 6   | Max Verstappen    | 93    |
| 7   | Nico Hülkenberg   | 42    |
| 8   | Fernando Alonso   | 40    |
| 9   | Kevin Magnussen   | 39    |
| 10  | Carlos Sainz Jr.  | 28    |
| 11  | Esteban Ocon      | 25    |
| 12  | Sergio Pérez      | 24    |
| 13  | Pierre Gasly      | 18    |
| 14  | Charles Leclerc   | 13    |
| 15  | Romain Grosjean   | 12    |
| 16  | Stoffel Vandoorne | 8     |
| 17  | Lance Stroll      | 4     |
| 18  | Marcus Ericsson   | 3     |
| 19  | Brendon Hartley   | 1     |

### Costruttori
| Pos | Costruttore               | Punti |
| --- | ------------------------- | ----- |
| 1   | Ferrari                   | 287   |
| 2   | Mercedes                  | 267   |
| 3   | Red Bull Racing-TAG Heuer | 199   |
| 4   | Renault                   | 70    |
| 5   | Haas-Ferrari              | 51    |
| 6   | Force India-Mercedes      | 49    |
| 7   | McLaren-Renault           | 48    |
| 8   | Scuderia Toro Rosso-Honda | 19    |
| 9   | Sauber-Ferrari            | 16    |
| 10  | Williams-Mercedes         | 4     |

## Decisioni della FIA
Al termine della gara, la FIA decide di derubricare come un normale contratto di gara l'incidente al trentasettesimo giro tra Carlos Sainz Jr. e Romain Grosjean.
La FIA multa di 5 000 euro la Sauber per avere rimandato in pista Charles Leclerc con una ruota non fissata correttamente.
A seguito dell'incidente con Lewis Hamilton, Kimi Räikkönen subisce la decurtazione di due punti dalla superlicenza.